# Meliturgula insularis
Meliturgula insularis là một loài Hymenoptera trong họ Andrenidae. Loài này được Benoist mô tả khoa học năm 1962.